# Pexopsis capitata
Pexopsis capitata là một loài ruồi trong họ Tachinidae.